# الجامعة العسكرية الوطنية فاسيل لوفسكي

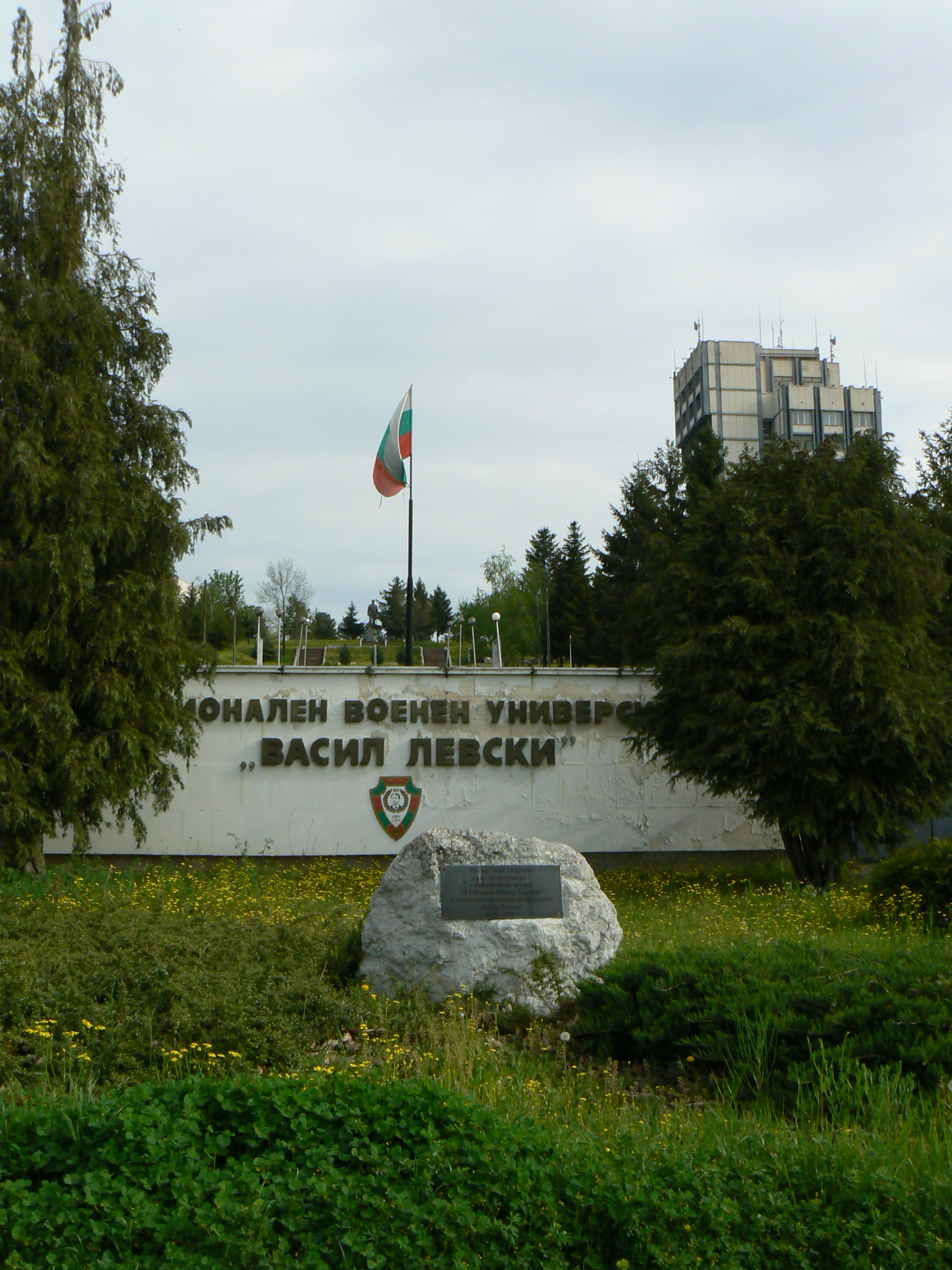
بوابة الجامعة مع الوحدة الادارية المركزية

جامعة فاسيل ليفسكي العسكرية الوطنية ((بالبلغارية: Национален военен университет "Васил Левски")‏) هي الأكاديمية العسكرية الوطنية في بلغاريا.
تأسست عام 1878 كمدرسة عسكرية في بلوفديف، وتم نقلها إلى صوفيا في نفس العام. في 19 أبريل 1924، تمت ترقيته إلى مرتبة الجامعة ؛ في عام 1945 تم تسميتها تكريما للبطل الوطني البلغاري فاسيل ليفسكي (1837-1873). منذ عام 1958، يقع مقرها الرئيسي في فيليكو تارنوفو.
في 14 يونيو 2002، أعيد تنظيم هيكل الأكاديميات العسكرية البلغارية: تغطي جامعة فاسيل ليفسكي العسكرية الوطنية ومقرها فيليكو تارنوفو أيضًا أكاديمية المدفعية (وهي الآن هيئة تدريس) في شومن وكلية سلاح الجو في دولنا ميتروبولييا. (تظل أكاديمية جورجي راكوفسكي العسكرية، التي تعمل ككلية موظفين، مستقلة.)

## الكليات والتخصصات
يتكون الجزء الأكاديمي من الجامعة العسكرية الوطنية من الوحدات الرئيسية التالية:
- كلية القوات العامة في فيليكو تارنوفو
- كلية المدفعية والدفاع الجوي ورابطة الدول المستقلة بشومن
- كلية القوات العامة

### كلية القوات العامة
تقع كلية القوات العامة في مدينة فيليكو تارنوفو. وتتكون من 7 أقسام على النحو التالي:
- القوات البرية
- الذكاء
- تأمين هندسي
- إدارة الموارد والتكنولوجيا
- نظم الاتصالات والمعلومات
- إدارة الأعمال والخدمات اللوجستية
- الأمن القومي والإقليمي

### كلية المدفعية والدفاع الجوي ورابطة الدول المستقلة
تقع كلية المدفعية والدفاع الجوي ورابطة الدول المستقلة في مدينة شومن. وتتكون من 6 أقسام على النحو التالي:
- شبكات وأنظمة الاتصال
- الدفاع الجوي والصواريخ المضادة للطائرات وقوات هندسة الراديو
- أنظمة الحاسب وتقنياته
- المدفعية الميدانية
- الأسلحة والتقنيات
- أمن المعلومات

## المدارس العسكرية
جامعة فاسيل ليفسكي العسكرية الوطنية هي المظلة الموحدة والاسم الكبير للعديد من المدارس العسكرية منذ عام 1878 اجتمعت اليوم تحت مسمى واحد وتلك المدارس كالتالي:
- المدرسة العسكرية الموحدة (1878-1945)
- مدرسة صوفيا العسكرية (1 سبتمبر 1878-29 أغسطس 1880)
- عسكري في سمو الأمير (30 أغسطس 1880-21 سبتمبر 1908)
- مدرسة جلالة الملك العسكرية (22 سبتمبر 1908 - 1944)
- المدرسة الشعبية العسكرية (1944-17 فبراير 1945)
- مدارس عسكرية منفصلة (1945-2002)

### المدرسة العسكرية العامة العسكرية
- مدرسة فاسيل ليفسكي العسكرية الوطنية (18 فبراير 1945 - 1950)[5]
- مدرسة فاسيل ليفسكي الوطنية للمشاة العسكرية (1950-1955)
- مدرسة فاسيل ليفسكي الشعبية العسكرية (1955-1959)
- المدرسة الشعبية العليا العسكرية «فاسيل ليفسكي» (1959- آب 1991)
- مدرسة فاسيل ليفسكي العسكرية العسكرية العليا (أغسطس 1991-13 يونيو 2002)

### مدرسة المدفعية العسكرية
- مدرسة المدفعية الشعبية العسكرية (27 نوفمبر 1948-31 ديسمبر 1948)
- مدرسة المدفعية العسكرية الشعبية «جورجي ديميتروف» (1 يناير 1949-10 يوليو 1959)
- المدرسة الشعبية العليا للمدفعية العسكرية «جورجي ديميتروف» (10 يوليو 1959 - 1964)
- مدرسة المدفعية الشعبية العسكرية «جورجي ديميتروف» (1964-1969)
- المدرسة الشعبية العليا للمدفعية العسكرية «جورجي ديميتروف» (1969-15 أغسطس 1991)
- مدرسة بانايوت فولوف العسكرية العليا للمدفعية والدفاع الجوي (15 أغسطس 1991-1 سبتمبر 2002)

### مدرسة القوات الجوية
- مدرسة القوات الجوية الشعبية (1945-1959)
- مدرسة جورجي بينكوفسكي الشعبية العليا للقوات الجوية (1959-1990)
- مدرسة جورجي بينكوفسكي العليا للقوات الجوية (1991-1 سبتمبر 2002)

### الجامعة العسكرية الموحدة (منذ 2002)
- جامعة فاسيل ليفسكي العسكرية الوطنية (منذ 14 يونيو 2002)

## روابط خارجية
- الموقع الرسمي باللغة البلغارية